# جامعة جاكوبس بريمن
جامعة جاكوبس بريمن (بالإنجليزية: Jacobs University Bremen)،والتي تُعرف حاليًا باسم جامعة كونستركتور (بالإنجليزية: Constructor University) هي جامعة بحثبة خاصة تقع تقع في حي فيجيزك بمدينة بريمن، ألمانيا. تأسست عام 2001، ألمانيا، تأسست عام 2001. وتقدم برامج دراسية في مجالات الهندسة، والعلوم الإنسانية، والعلوم الطبيعية، والعلوم الاجتماعية، حيث يمكن للطلاب الحصول على درجات البكالوريوس أو الماجستير أو الدكتوراه.
تُدرَّس معظم البرامج في الجامعة باللغة الإنجليزية.يبلغ عدد طلاب جامعة كونستركتور أكثر من 2,000 طالب، يمثلون أكثر من 110 دولة حول العالم، وتشكل نسبة الطلاب الأجانب حوالي 80% من إجمالي عدد المسجلين. كما تضم الجامعة أعضاء هيئة تدريس دوليين بنسبة تقارب 33%.

## وصلات خارجية
- الموقع الإلكتروني لجامعة كونستركتور